# 茲利涅齊
50°22′11″N 25°48′1″E / 50.36972°N 25.80028°E
茲利涅齊（烏克蘭語：Злинець），是烏克蘭的村落，位於該國西北部羅夫諾州，由杜布諾區負責管轄，面積0.58平方公里，海拔高度269米，2022年人口291，人口密度每平方公里500人。